# Jeff Henderson
Jeffrey Henderson, detto Jeff (North Little Rock, 19 febbraio 1989), è un lunghista statunitense, campione olimpico ai Giochi di Rio de Janeiro 2016.

## Palmarès
| Anno | Manifestazione      | Sede           | Evento         | Risultato | Prestazione | Note                                     |
| ---- | ------------------- | -------------- | -------------- | --------- | ----------- | ---------------------------------------- |
| 2010 | Mondiali indoor     | Doha           | Salto in lungo | 20º (q)   | 7,64 m      |                                          |
| 2014 | Mondiali indoor     | Sopot          | Salto in lungo | 16º (q)   | 7,43 m      |                                          |
| 2015 | Giochi panamericani | Toronto        | Salto in lungo | Oro       | 8,54 m w    |                                          |
| 2015 | Mondiali            | Pechino        | Salto in lungo | 9º        | 7,95 m      |                                          |
| 2016 | Mondiali indoor     | Portland       | Salto in lungo | 4º        | 8,19 m      | Miglior prestazione personale stagionale |
| 2016 | Giochi olimpici     | Rio de Janeiro | Salto in lungo | Oro       | 8,38 m      | Miglior prestazione personale stagionale |
| 2017 | Mondiali            | Londra         | Salto in lungo | 17º (q)   | 7,84 m      |                                          |
| 2019 | Mondiali            | Doha           | Salto in lungo | Argento   | 8,39 m      | Miglior prestazione personale stagionale |

## Altre competizioni internazionali
2018
- Bronzo in Coppa continentale ( Ostrava), salto in lungo - 7,98 m